# 35 î.Hr.

## Nașteri
- dată necunoscută: Marobod  (d. 37)
- dată necunoscută: Alexandru (fiul lui Irod cel Mare) fiul lui Irod cel Mare (d. 7 î.Hr.)

## Decese
- dată necunoscută: Sextus Pompeius  (n. ?)